# Batroun (distrito)
Batroun (البترون, em árabe) é um distrito libanês localizado na província do Líbano Setentrional. A capital do distrito é a cidade de Batroun.